# Majas grundet
Majas grundet är en ö i Finland.   Den ligger i kommunen Kimitoön i den ekonomiska regionen  Åboland  och landskapet Egentliga Finland, i den södra delen av landet, 120 km väster om huvudstaden Helsingfors.